# Іштван Абоньї
Іштван Абоньї (угор. Abonyi István; 18 серпня 1886, Будапешт — 5 червня 1942, там само) — угорський шаховий майстер.
1912 року Абоньї вперше зіграв гамбіт Абоньї (1.Nf3 d5 2.e4).
Разом з Жигмондом Барасом і Дьюлою Брейером розробив будапештський гамбіт. Абоньї грав його проти голландського хірурга Йоганнеса Ессера на невеликому турнірі в Будапешті 1916. 1922 року він опублікував аналіз у Deutsches Wochenschach як варіант Абоньї будапештського Гамбіту (1.d4 Nf6 2.c4 e5 3.dxe5 Ng4 4.e4 Nxe5 5.f4 Nec6).
Був одним з 15 засновників ФІДЕ 20 липня 1924 року, під час 1-ї неофіційної шахової олімпіади в Парижі.
21-22 січня 1928 року в Будапешті зіграв сеанс одночасної гри проти 300 супротивників на 105 шахівницях, здобувши 79 перемог, зазнавши 6 поразок, і 20 партій звівши внічию.
З 1935 по 1939 рік був президентом Міжнародної федерації заочних шахів (IFSB).
Упродовж багатьох років був президентом Угорської шахової Федерації і редагував угорський шаховий журнал Magyar Sakkvilag.